# Hieracium abellense
Hieracium abellense es una especie de planta con flor del género Hieracium, de la familia Asteraceae, orden Asterales.

## Distribución
Hieracium abellense endémico de lugares rocosos entre 960 a 1130 metros (3149,6 a 3707,3 pies) de altura de los Pirineos de España.: 89 

## Taxonomía
Fue descrita científicamente por Mateo & Alejandre y publicada en Flora Montiber. 34: 29 (2006). Inicialmente fue considerado morfológicamente intermedio entre H. candidum y H. cerinthoides. Es posible que también se interprete  este taxón como intermedio entre H. lanatoaragonense y H. ramondii, por lo que es probable entonces que sea endémico de los Pirineos centrales.: 89 

## Descripción
Es una especie muy similar a Hieracium meganargonense, que se ubica en una distribución similar, pero tiene hojas más estrechas y alargadas, y el involucro es menos peloso.: 43 